# (2031) BAM
(2031) BAM es un asteroide perteneciente al cinturón de asteroides, de la familia asteroidal de Flora descubierto el 8 de octubre de 1969 por la astrónoma soviética Liudmila Chernyj desde el Observatorio Astrofísico de Crimea (República de Crimea, Rusia).

## Designación y nombre
Designado provisionalmente como 1969 TG2. Fue nombrado en homenaje a los soviéticos que construyeron entre los años 1974 y 1986 el ferrocarril (BAM) que recorría el este de Rusia.